# 永盛镇区
永盛镇区，是缅甸仰光省永盛县下辖的一个镇区。

## 历史沿革
2022年4月30日，永盛镇区划归永盛县管辖。